# Sclethrus macgregori
Sclethrus macgregori är en skalbaggsart som först beskrevs av Schultze 1920.  Sclethrus macgregori ingår i släktet Sclethrus och familjen långhorningar.
Artens utbredningsområde är Filippinerna. Inga underarter finns listade i Catalogue of Life.